# Natronoarchaeum
Genre
Espèces de rang inférieur
- Natronoarchaeum mannanilyticum
- Natronoarchaeum philippinense

Natronoarchaeum est un genre d'archées halophiles de la famille des Halobacteriaceae.